# Diabrotica
Diabrotica este un gen răspândit de gândaci, cunoscuți și ca gândaci de castravete sau viermii rădăcinilor de porumb. Printre membrii acestui gen se află și câteva specii distrugătoare de plante.

## Specii
Câteva specii din genul Diabrotica sunt mari dăunători din America de Nord. Printre ele se numără:
- Diabrotica balteata
- Diabrotica barberi
- Diabrotica undecimpunctata howardi
- Diabrotica undecimpunctata tenella
- Diabrotica undecimpunctata undecimpunctata
- Diabrotica virgifera virgifera
- Diabrotica virgifera zeae